# Język ćhattisgarhi
Język ćhattisgarhi (dewanagari: छत्तिसगढ़ी lub छत्तीसगढ़ी) – język indoaryjski używany przez około 17 milionów osób w indyjskim stanie Chhattisgarh, gdzie wraz z hindi posiada status języka urzędowego, oraz w sąsiednich stanach Orissa, Bihar i Madhya Pradesh. Blisko spokrewniony z językami awadhi i bagheli. Przez władze centralne w Delhi uważany jest raczej za wschodni dialekt hindi, jednakże stanowi ważny element tożsamości kulturowej w stanie Chhattisgarh i ma szereg własnych dialektów. Zapisywany jest pismem dewanagari.